# Касталія (Айова)
Касталія (англ. Castalia) — місто (англ. city) в США, в окрузі Віннешік штату Айова. Населення — 145 осіб (2020).

## Географія
Касталія розташована за координатами 43°6′46″ пн. ш. 91°40′37″ зх. д. / 43.11278° пн. ш. 91.67694° зх. д. (43.112805, -91.676962).  За даними Бюро перепису населення США в 2010 році місто мало площу 1,51 км², уся площа — суходіл.

## Демографія
Згідно з переписом 2010 року, у місті мешкали 173 особи в 82 домогосподарствах у складі 49 родин. Густота населення становила 115 осіб/км².  Було 84 помешкання (56/км²).
Расовий склад населення:
| - 100,0 % — білих |

До двох чи більше рас належало 0,0 %. Частка іспаномовних становила 1,2 % від усіх жителів.
За віковим діапазоном населення розподілялося таким чином: 20,8 % — особи молодші 18 років, 59,0 % — особи у віці 18—64 років, 20,2 % — особи у віці 65 років та старші. Медіана віку мешканця становила 48,6 року. На 100 осіб жіночої статі у місті припадало 96,6 чоловіків;  на 100 жінок у віці від 18 років та старших — 95,7 чоловіків також старших 18 років.
Середній дохід на одне домашнє господарство  становив 51 917 доларів США (медіана — 45 357), а середній дохід на одну сім'ю — 67 917 доларів (медіана — 55 625). За межею бідності перебувало 10,0 % осіб, у тому числі 0,0 % дітей у віці до 18 років та 20,0 % осіб у віці 65 років та старших.
Цивільне працевлаштоване населення становило 102 особи. Основні галузі зайнятості: роздрібна торгівля — 21,6 %, виробництво — 20,6 %, освіта, охорона здоров'я та соціальна допомога — 18,6 %.